# Amiota subtusradiata
Amiota subtusradiata is een vliegensoort uit de familie van de fruitvliegen (Drosophilidae). De wetenschappelijke naam van de soort is voor het eerst geldig gepubliceerd in 1934 door Duda.